# دان کوان (بازیکن فوتبال، زاده ۱۹۳۱)
دان کوان (انگلیسی: Don Cowan؛ زادهٔ ۱۷ اوت ۱۹۳۱) بازیکن فوتبال اهل بریتانیا است.
از باشگاه‌هایی که در آن بازی کرده‌است می‌توان به باشگاه فوتبال دارلینگتون اشاره کرد.